# Egyenlítői-guineai labdarúgó-bajnokság (első osztály)
A Liga Semiprofesional de Guinea Ecuatorial az Egyenlítői-guineai labdarúgó bajnokságok legfelsőbb osztályának elnevezése. 1979-ben alapították és 10 csapat részvételével zajlik. A bajnok a bajnokok Ligájában indulhat.

## A 2012-es bajnokság résztvevői
- Academia Castel
- Águilas Verdes de Guadalupe
- Atlético Malabo
- Atlético Semu
- Deportivo Mongomo
- Deportivo Unidad
- Dragón
- Mesi Nkulu de Ebebiyín
- Atlético Nsok-Nsomo
- Once Esperanzas
- Real X
- Robella Inter
- San Pablo de Nsork
- Sony de Elá Nguema
- The Panthers
- Vegetarianos

## Az eddigi bajnokok
| - 1979 : Real Rebola - 1980 : Deportivo Mongomo - 1981 : Atlético Malabo - 1982 : Atlético Malabo - 1983 : Dragón FC - 1984 : Sony Elá Nguema - 1985 : Sony Elá Nguema - 1986 : Sony Elá Nguema - 1987 : Sony Elá Nguema - 1988 : Sony Elá Nguema - 1989 : Sony Elá Nguema - 1990 : Sony Elá Nguema | - 1991 : Sony Elá Nguema - 1992 : Akonangui FC - 1993 : ismeretlen - 1994 : ismeretlen - 1995 : ismeretlen - 1996 : Cafe Bank Sportif (Malabo) - 1997 : Deportivo Mongomo - 1998 : Sony Elá Nguema - 1999 : Akonangui FC - 2000 : Sony Elá Nguema - 2001 : Akonangui FC - 2002 : Sony Elá Nguema | - 2003 : Atlético Malabo - 2004 : Renacimiento FC - 2005 : Renacimiento FC - 2006 : Renacimiento FC - 2007 : Renacimiento FC - 2008 : Akonangui FC - 2009 : Sony Elá Nguema - 2010 : Deportivo Mongomo - 2011 : Sony Elá Nguema |

## Bajnoki címek eloszlása
| Klub              | Város   | Bajnoki címek | Utolsó |
| ----------------- | ------- | ------------- | ------ |
| Sony Elá Nguema   | Malabo  | 13            | 2011   |
| Akonangui FC      | Bata    | 4             | 2008   |
| Renacimiento FC   | Malabo  | 4             | 2007   |
| Deportivo Mongomo | Mongomo | 3             | 2010   |
| Atlético Malabo   | Malabo  | 3             | 2003   |
| Cafe Bank Sportif | Malabo  | 1             | 1996   |
| Dragón FC         | Bata    | 1             | 1983   |
| Real Rebola       | Rebola  | 1             | 1979   |

## Külső hivatkozások
- Információk az RSSSF honlapján